# Sinagoga Maguen David (San Pedro Sula)
La Sinagoga Maguen David es un edificio religioso judío localizado en la ciudad de San Pedro Sula, en el país centroamericano de Honduras se trata de una de las dos únicas sinagogas en todo el país. Construida en 1954, sirve de lugar de reunión central de la pequeña comunidad judía de San Pedro Sula.

## Descripción del edificio
El terreno fue donado por Boris Goldstein, el templo se construyó con el apoyo de la colonia judía de la ciudad, la sinagoga se terminó en 1954. En la fachada principal se puede apreciar la Estrella de David.